# Ракиты (Рубцовский район)
Раки́ты — село в Рубцовском районе Алтайского края. Административный центр и единственный населенный пункт Ракитовского сельсовета.

## География
Село находится на берегу одноимённого озера.

## История
Основано в 1918 году. В 1928 году состояло из 175 хозяйств, основное население — русские. В административном отношении село нахоилось в составе Шелковниковского сельсовета Рубцовского района Рубцовского округа Сибирского края. В 1931 году посёлок Ракитовский состоял из 256 хозяйств, находился в составе Шелковниковского сельсовета Рубцовского района.

## Население
| 1926  | 1931  | 1997  | 1998  | 1999  | 2000  | 2001  | 2002  | 2003  |
| ----- | ----- | ----- | ----- | ----- | ----- | ----- | ----- | ----- |
| 984   | ↗1149 | ↗1169 | ↗1233 | ↘1224 | ↘1219 | ↘1209 | ↘1170 | ↘1163 |
| 2004  | 2005  | 2006  | 2007  | 2008  | 2009  | 2010  | 2011  | 2012  |
| ↘1143 | ↘1134 | ↘1120 | ↗1131 | ↘1129 | ↘1096 | ↘1088 | ↘1083 | ↗1105 |
| 2013  | 2014  | 2015  | 2016  | 2017  | 2018  | 2019  | 2020  | 2021  |
| ↗1118 | ↘1079 | ↘1041 | ↘1029 | ↘1021 | ↘990  | ↘968  | ↘934  | ↘915  |

## Улицы
| - ул. 40 лет Победы, - ул. Боровая, - ул. Лесная, | - пер. Молодёжный, - пер. Надежды, - ул. Новая, | - ул. Октябрьская, - ул. Рубцовская, - ул. Центральная. |